# Christine Reimer
Christine Reimer (* 11. September 1966 in Pfaffenhofen a.d. Ilm) ist eine deutsche Schauspielerin und Sängerin, bekannt durch ihre Serienrolle Monika Vogl aus der Fernsehserie Dahoam is Dahoam des Bayerischen Fernsehens.

## Von der Sängerin zur Schauspielerin
Als 17-jährige Schülerin sammelte Reimer ihre ersten Theatererfahrungen bei zwei Musicals in den USA. Später genoss sie eine Klavier-, Gesangs- und Schauspielausbildung in Bayern und in den USA. Sie sang unter anderem im Scheyerer Basilikachor, im Pocatello High Choir und im Idaho State Choir. Weitere musikalische Erfahrungen konnte sie als Mitglied des „Chorisma“-Frauenchors der Liedertafel Pfaffenhofen gewinnen. Als zu Beginn der Fernsehserie Dahoam is Dahoam im Jahr 2007 ein Landfrauenchor für einen Auftritt gesucht wurde, trat ein Teil dieses Chors im Filmdorf Lansing auf, darunter auch Christine Reimer. Da ihr der Serienauftritt Spaß machte, wandte sie sich an die Casting-Agentur, die Komparsen und Kleindarsteller für Dahoam is Dahoam vermittelt, und wurde dadurch zur Statistin mit kleinen Sprechrollen. Im Laufe der Zeit wuchsen ihre Textpassagen und aus dieser Komparsenrolle wurde die Nebenrolle der Landfrau Monika Vogl. Seit April 2009 verkörpert Reimer diese Rolle als vollwertige Hauptrolle in der Serie, wodurch sie zur hauptberuflichen Schauspielerin geworden ist.
Nebenbei ist sie auch weiterhin musikalisch tätig, entweder als Solistin, oder im Dreigesang d´Wuidrosen gemeinsam mit den Schauspielerinnen Daniela März und Brigitte Walbrun, welche sie bei Dahoam is Dahoam kennengelernt hatte. Im Jahr 2018 wirkte sie in dem Volkstheater Stück Hotel Mama der Heimatbühne Bayern – auf Tour mit.

## Privates
Christine Reimer wohnt in Mitterscheyern und ist Mutter von zwei Söhnen.

## Filmographie
- seit 2009: Dahoam is Dahoam (bereits ab 2007 als Komparsin)